# 帚灯草科
帚灯草科于2006年5月被AP-网站 （页面存档备份，存于）确定包括58属共520余种，都是原生于南半球热带和亚热带的植物，主要分布在澳大利亚和南非，少数品种生长在新西兰、智利、马来半岛和越南。中国只有1属1种—薄果草（Leptocarpus disjunctus Mast.），生长在海南岛。
本科植物为多年生草本，簇生，根茎有鳞片状的鞘；茎四方柱形或扁平，有节类似竹或甘蔗；花小，单性，雌雄异株，稀有同株或两性，花被3－6；果实为坚果或蒴果。
1981年的克朗奎斯特分类法将其放入帚灯草目，1998年根据基因亲缘关系分类的APG 分类法将其合并入新设立的禾本目中。